# Levy Rico Arcos
Levy Rico Arcos (* 2006 in Berlin) ist ein deutscher Schauspieler.

## Leben

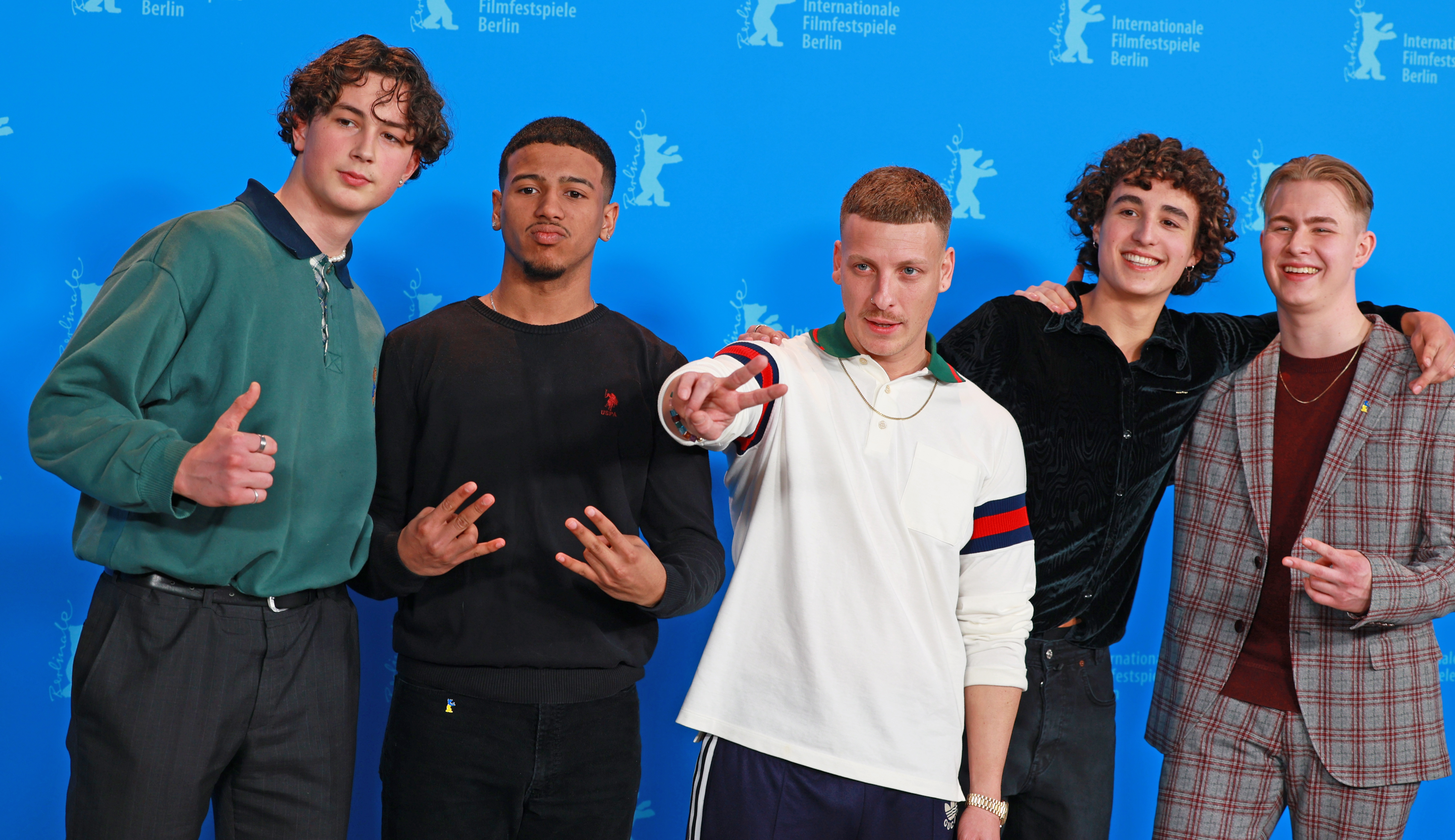
Levy Rico Arcos, Aaron Maldonado Morales, Felix Lobrecht, Rafael Klein-Hessling und Vincent Wiemer (v. li. nach re.) Berlinale 2023, Weltpremiere „Sonne und Beton“

Rico Arcos (span. Doppelname) wuchs in Berlin-Neukölln auf. Im Sommer 2021 fanden die Dreharbeiten zu dem Spielfilm Sonne und Beton von David Wnendt statt, in welchem Levy Rico Arcos die Hauptrolle des Jugendlichen Lukas verkörperte. Der Film basiert auf dem Roman Sonne und Beton von Felix Lobrecht, der darin eigene Erfahrungen als Jugendlicher in Gropiusstadt im Jahre 2003 schilderte. Rico Arcos nahm unter anderem an der Premiere des Films in Berlin und der Berlinale teil. Der Schauspieler lebt in Berlin-Neukölln. 2023 trat dieser in Folge der Vorstellung des Films Sonne und Beton in den ZDF-Sendungen Studio Schmitt zusammen mit Felix Lobrecht und der Kultursendung Aspekte teil, bei welcher er mit dem Regisseur David Wnendt und dem Moderator der Sendung Jo Schück in Gropiusstadt die Drehorte besuchte und dort interviewt wurde. Am 12. Mai 2023 trat der Schauspieler unter anderen mit Produzenten und Regisseur bei der Verleihung des Deutschen Filmpreises auf, wo der Film Sonne und Beton mehrfach nominiert wurde.
In Folge des New Faces Award wurde Rico Arcos mit einem Nachwuchspreis für seine Rolle in Sonne und Beton ausgezeichnet. Am 3. Nov. 2023 erhielt er den Preis des Saarländischen Rundfunks für seine schauspielerische Leistung, Sonne und Beton bekam den Günter-Rohrbach-Filmpreis.

## Filmografie
- 2023: Sonne und Beton
- 2023: Ebbe und Flut (Kurzfilm)
- 2025: Wunderschöner

## Fernsehauftritte
- 2023: Studio Schmitt (ZDF)[5]
- 2023: Aspekte (ZDF)[4]

## Auszeichnungen
- 2023: New Faces Award als bester Nachwuchsschauspieler für Sonne und Beton.[8]
- 2023: Günter-Rohrbach-Filmpreis: Preis des Saarländischen Rundfunks für seine schauspielerische Leistung, Günter-Rohrbach-Filmpreis für Sonne und Beton.[9]